# Mamerthes
Mamerthes (лат.) — род чешуекрылых из подсемейства совок-пядениц.

## Описание
Щупики у самцов изогнуты вверх и достигают заднего края груди, плотно покрыты короткими чешуйками. У самок щупики заострены на конце. Усики реснитчато опушенные. На голенях передних ног имеется короткий отросток. Крылья широкие в размахе 30-40 мм

## Классификация
В состав рода включают шесть видов:
- Mamerthes aonia Druce, 1891
- Mamerthes croceilinea Schaus, 1916
- Mamerthes gangaba Schaus, 1913
- Mamerthes lycambes (Druce, 1891)
- Mamerthes nigrilinea  Druce, 1891
- Mamerthes terminalis Schaus, 1916

## Распространение
Представители рода встречаются Мексике и Центральной Америке.